# 王士捷
王士捷（1621年—？年），號夏升，北直隸順天府大興縣籍，浙江会稽县人，明末清初政治人物。

## 生平
崇禎十五年（1642年）壬午科中式順天鄉試第五十八名舉人，崇禎十六年（1643年）癸未科會試第九十一名，三甲第十二名進士，兵部觀政，弘光元年授漳州府推官。